# Гноєнець
Гнояне́ць (Гноєне́ць) — річка в Україні, в межах Городоцького та Яворівського районів Львівської області. Ліва притока Шкла (басейн Вісли).

## Опис
Довжина 19 км, площа басейну 114 км². Річище слабозвивисте, в багатьох місцях каналізоване. Заплава досить заболочена. Споруджено кілька ставків, найбільший з яких розташований на схід від села Терновиці. Північніше Терновиці річка впадає у Яворівський кар'єр, витікає з його західного боку і далі тече на захід.

## Розташування
Витоки розташовані між пологими пагорбами Сянсько-Дністровської вододільної рівнини, на західних схилах Головного європейського вододілу. Річка утворюється злиттям кількох потічків біля лісу за назвою Запуст, що на південний схід від села Лісновичі. Тече переважно на північний захід. Впадає у Шкло на схід від міста Яворова. 
Притоки: невеликі потічки.